# 德里克·波特
德里克·波特（英語：Derek Porter，1967年11月2日—），加拿大男子赛艇运动员。他曾代表加拿大参加1992年、1996年和2000年夏季奥林匹克运动会赛艇比赛，获得一枚金牌和一枚银牌。